# 아드리앙 페뤼숑
아드리앙 페뤼숑(프랑스어: Adrien Perruchon, 1983년~)은 프랑스의 팀파니스트이자 지휘자이다.